# Highland Park (New Jersey)
Pour les articles homonymes, voir Highland Park.
Highland Park est un borough situé dans le comté de Middlesex, dans l’État du New Jersey, aux États-Unis.